# Wielkast

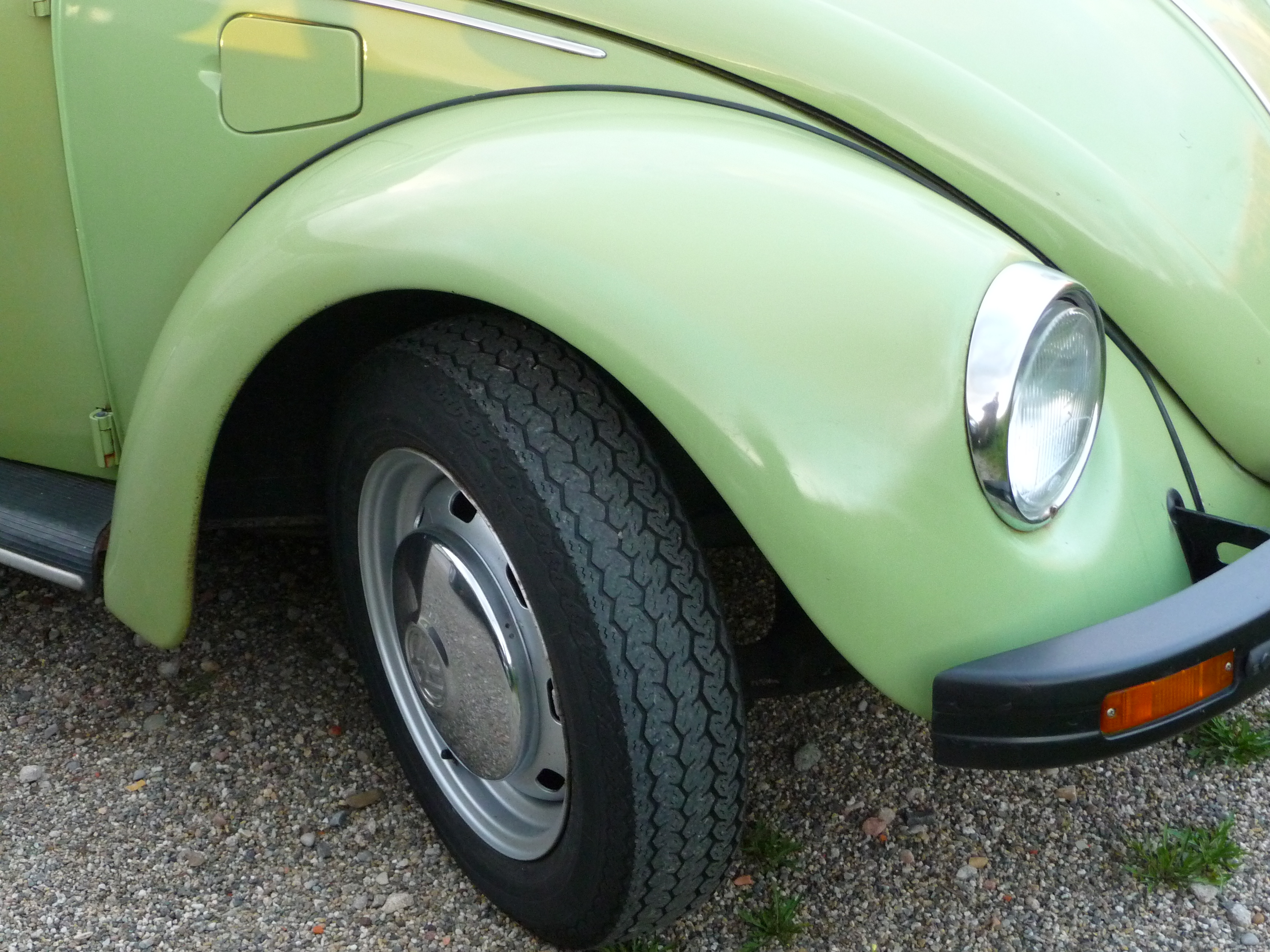
Uitwendige wielkast van een VW Kever

Een wielkast van een auto of een ander voertuig is de behuizing waarin een wiel is ondergebracht. 
Bij naoorlogse auto’s is het een uitsparing in de pontoncarrosserie. Het laatste bekende voorbeeld van een automodel met uitwendige wielkasten is de Volkswagen Kever. 
Sommige moderne vrachtwagens, terreinauto’s en aanhangwagens hebben nog wel uitwendige wielkasten.